# Centro de Memória da Engenharia da Universidade Federal de Minas Gerais
Em 1982, o engenheiro Levínio da Cunha Castilho, então presidente da Associação dos Ex-Alunos da Escola de Engenharia da UFMG, ciente de que a instalação de um Museu da Engenharia era uma antiga ideia da Escola de Engenharia, propôs à Diretoria da Associação assumir a instalação do Centro de Memória da Engenharia, o que teve aprovação unânime. Era necessário que essa ideia fosse levada adiante, pois havia uma história a escrever, em benefício da Ciência e da Cultura.
Entretanto, a instalação do Centro de Memória, mostrou-se problemática, por falta de espaço e de recursos financeiros. Somente em 1993 foi assinado um convênio com a UFMG para a instalação do Centro, a ser administrado e instalado pela referida Associação, reservando-se, quando desocupado, o prédio da Rua da Bahia 52, para sua instalação.
Atualmente, devido ao grande esforço da Diretoria e apesar da grande dificuldade financeira, já estão instalados a Biblioteca (em quatro salões), e o Museu (em sete), para exposição de equipamentos de topografia, cálculo, física, eletricidade, sistemas de medidas, transmissão e recepção de som e mecânica.
Para abertura do Centro à visitação pública é necessária a obtenção de recursos financeiros para a contratação de pessoal técnico para a Biblioteca e de apoio à expografia do museu. O Centro de Memória da Engenharia atenderá a um público significativo, podendo-se citar engenheiros, arquitetos, professores, estudantes, pessoal da indústria e comércio e o público em geral.
Localização:
Escola de Engenharia - Associação dos Ex-Alunos
Rua da Bahis, 52 - Centro
Belo Horizonte - MG
Horários: Segunda a Sexta-feira, de 8h às 12h e de 13h às 17h.